# Critică socială
Termenul de critică socială reprezintă o critică a organizării defectuoase a societății ca bază a apariției unor relații sociale dăunătoare. Acest mod de critică își propune să găsească soluții practice la aceste probleme fie prin măsuri social-politice specifice, fie printr-o revoluție.

## Origini europene
Persecuția religioasă a fost un eveniment comun în Europa și a cauzat mai multe exoduri de populație pe teritoriul continentului. În urma acestor experiențe a apărut unul dintre primele documente de critică socială: Testamentul lui Jean Meslier.

## Teorii politice
Represiunea suferită de o minoritate duce de multe ori la protest. În cazul în care acest litigiu nu este soluționat poate fi formulată o critică socială care este susținută adesea de diferite grupuri politice.
Disputa dintre raționalismul critic al lui Karl Popper și pozitivismul Școlii de la Frankfurt este forma academică a dezbaterii între neutralitate și implicare în plan social. Această dispută urmărește să ofere un răspuns la întrebarea dacă cercetarea în științele sociale ar trebui să fie „neutră” sau să adopte în mod conștient o viziune partizană.
Lucrări academice de critică socială pot aparține mai multor domenii precum filozofia socială, economia politică, sociologia, psihologia socială, psihanaliza, dar și studiilor culturale sau retoricii.

## În literatură și muzică
Critica socială poate fi exprimată, de asemenea, într-o formă ficțională ca în romanul revoluționar Călcâiul de fer de Jack London sau în romanele distopice Brave New World (1932) de Aldous Huxley, O mie nouă sute optzeci și patru (1949) de George Orwell, 451º Fahrenheit (1953) de Ray Bradbury sau Nontraditional Love  (2008) de Rafael Grugman, în cărțile pentru copii sau în filme.
Literatura de ficțiune a avut un impact social semnificativ. De exemplu, romanul Coliba unchiului Tom (1852) de Harriet Beecher Stowe a contribuit la popularizarea și întărirea mișcării antisclavie din Statele Unite ale Americii, iar romanul Ramona (1885) de Helen Hunt Jackson a determinat unele schimbări ale legilor privind populația amerindiană. În mod similar, romanul The Jungle  (1906) al lui Upton Sinclair a contribuit la instituirea unor noi legi privind sănătatea publică și manipularea alimentelor și romanul A Child of the Jago (1896) al lui Arthur Morrison a provocat schimbarea legilor privind locuințele din Anglia. George Orwell și Charles Dickens au scris Ferma animalelor și respectiv Poveste despre două orașe pentru a-și exprima dezamăgirea cu privire la societatea și natura umană. Ferma animalelor, scrisă în 1944, este o carte care povestește o revoltă a animalelor de la o fermă împotriva stăpânilor lor. Acesta este un exemplu de critică socială în literatură prin care Orwell a satirizat evenimentele produse în Rusia după Revoluția Bolșevică. El antropomorfizează animalele și face aluzii cu privire la diferite persoane din istoria Rusiei. Poveste despre două orașe simbolizează, de asemenea, acest tip de literatură. Pe lângă tema centrală a iubirii, o altă temă principală este a unei revoluții ce produce efecte nedorite. Autorul arată că, din păcate, natura umană îi face pe oameni să fie prea ambițioși și răzbunători. Ambele cărți sunt similare prin faptul că descriu modul în care, chiar și cu cele mai bune intenții, ambițiile oamenilor scot ce-i mai rău din ei. Ele exprimă, de asemenea, nemulțumirea autorilor față de nivelul de evoluție al naturii umane.
Potrivit lui Frederick Douglass, „acolo unde justiția este restricționată, acolo unde există sărăcie, acolo unde predomină ignoranța și unde o anumită clasă simte că societatea este o conspirație organizată pentru a asupri, a jefui și a înjosi, nici persoanele și nici proprietatea nu vor fi sigure”.
Exprimarea muzicală a criticii sociale este foarte frecventă în muzica punk si rap, exemple fiind „Pretty Vacant” a formației Sex Pistols și „Brenda's Got a Baby” a lui 2Pac. Trupe heavy metal ca Black Sabbath, Metallica și Megadeth folosesc, de asemenea, critica socială în cântecele compuse și interpretate.